# Judo-Juniorenweltmeisterschaften 1986
Die Judo-Juniorenweltmeisterschaften 1986 wurden von 11.–13. April 1986 in Rom, Italien, in der Palazzo dello Sport abgehalten. Es nahmen 178 Judoka aus 38 Nationen teil.
Ursprünglich sollte bereits 1984 eine Juniorenweltmeisterschaft in den Niederlanden stattfinden. Diese wurde allerdings aus organisatorischen Gründen zwecks Olympia abgesagt.

## Ergebnisse
| Gewichtsklasse     | Gold            | Silber                     | Bronze               |
| ------------------ | --------------- | -------------------------- | -------------------- |
| - 60 kg            | Hitoshi Noguchi | Li Kwang                   | Vakhtang Dzhaparidze |
| - 60 kg            | Hitoshi Noguchi | Li Kwang                   | Jin-Hwa Yoon         |
| - 65 kg            | Bruno Carabetta | Masahiko Ōkuma             | Ignacio Sayu Hardy   |
| - 65 kg            | Bruno Carabetta | Masahiko Ōkuma             | Magomedbek Aliev     |
| - 71 kg            | Toshihiko Koga  | Aleksander Zakharkin       | Su Li Chang          |
| - 71 kg            | Toshihiko Koga  | Aleksander Zakharkin       | Roy Stone            |
| - 78 kg            | Johan Laats     | Franco Ramos               | Hirotaka Okada       |
| - 78 kg            | Johan Laats     | Franco Ramos               | Jason Morris         |
| - 86 kg            | Seung-Kyu Kim   | Valery Yudanov             | Jürgen Hoffmann      |
| - 86 kg            | Seung-Kyu Kim   | Valery Yudanov             | Domenico Paduano     |
| - 95 kg            | Evgeny Pechurov | Belarmino Salgado Martinez | Jens Geisler         |
| - 95 kg            | Evgeny Pechurov | Belarmino Salgado Martinez | Adrian Clinci        |
| + 95 kg            | Rafał Kubacki   | Jun Konno                  | Thomas Müller        |
| + 95 kg            | Rafał Kubacki   | Jun Konno                  | Neres Rubens         |
| Quelle: Judoinside |                 |                            |                      |